# Oleksij Mychajlytjenko
Oleksij Oleksandrovytj Mychajlytjenko (ukrainska: Олексі́й Олекса́ндрович Михайличе́нко, ryska: Алексей Александрович Михайличенко, Aleksej Aleksandrovitj Michajlitjenko), född den 30 mars 1963 i Kiev, Ukrainska SSR, Sovjetunionen (nuvarande Ukraina), är en ukrainsk fotbollstränare och tidigare fotbollsspelare (sovjetisk/ukrainsk) som med det Sovjetiska landslaget tog OS-guld vid de olympiska sommarspelen 1988 i Seoul.

### Webbkällor
- Denna artikel är helt eller delvis översatt från motsvarande artikel på engelska wikipedia
- Sports-reference.com (engelska)
- Profil på Ukrainas fotbollsförbunds hemsida (ukrainska)
- Oleksij Mychajlytjenko
- Oleksij Mychajlytjenko – Internationella framträdanden